# Samuel Tolansky
Samuel Tolansky (Newcastle upon Tyne, 17 novembre 1907 – 4 marzo 1973) è stato un fisico britannico.
Docente presso la London University dal 1947, è noto per i suoi trattati di fisica atomica, spettroscopia ed interferometria. Applicò la sua conoscenza nel campo dell'ottica riferita alle proprietà nucleari.
A lui è dedicato il cratere lunare Tolansky.